# Camptocormia

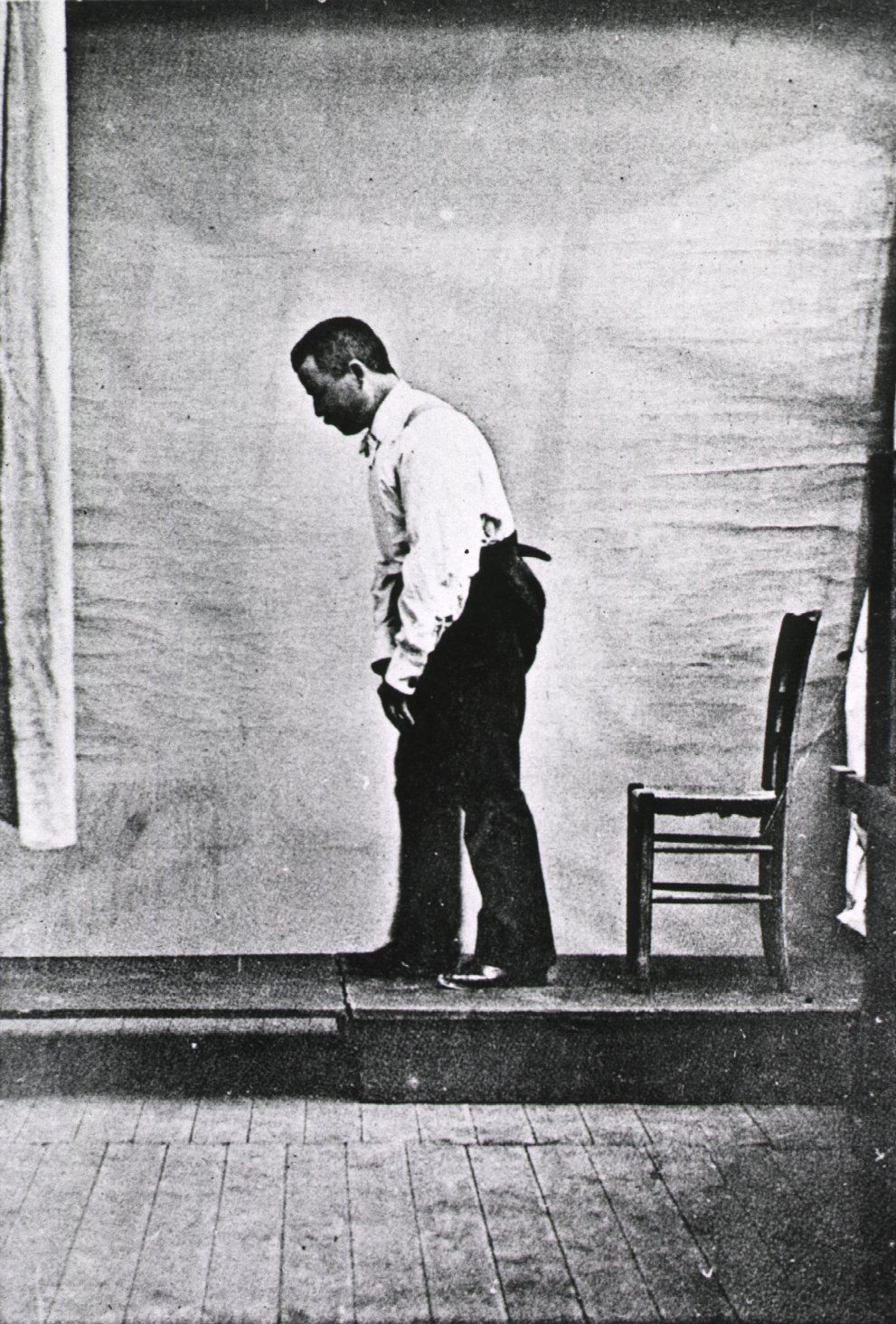
Paziente affetto da camptocormia parkinsoniana.

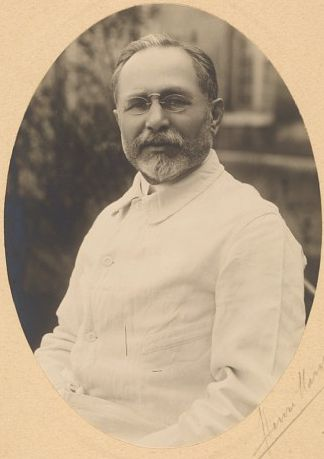
Alexandre-Achille Souques

La camptocormia è un atteggiamento posturale, tipico del soggetto parkinsoniano, caratterizzato da:
- tronco e capo in lieve flessione;
- arti superiori addotti, con spalle anteposte e avambracci in semiflessione e intrarotazione;
- arti inferiori addotti, con cosce in semiflessione sul tronco, gambe in leggera flessione e piedi in atteggiamento di iniziale varismo.

Il termine "camptocormia" è stato introdotto da Alexandre-Achille Souques, un neurologo francese.